# Hiatus du canal du nerf grand pétreux
Le hiatus du grand nerf pétreux (ou hiatus de Fallope ou foramen de Tarin) est un orifice allongé de la face antérieure de la partie pétreuse de l'os temporal qui relie le canal du nerf facial à la fosse crânienne moyenne.
Il permet le passage du nerf grand pétreux et au nerf pétreux profond, branches du nerf facial.. Ces deux nerfs cheminent ensuite vers l'avant dans le sillon du nerf grand pétreux.
Ils sont accompagnés du rameau pétreux de l'artère méningée moyenne.